# 海外産業人材育成協会
一般財団法人海外産業人材育成協会（かいがいさんぎょうじんざいいくせいきょうかい、英語: The Association for Overseas Technical Cooperation and Sustainable Partnerships (AOTS)）とは、日本の一般財団法人の一つ。前身である財団法人海外技術者研修協会 (AOTS) が経済産業省(旧通商産業省)所管の民間技術協力機関として1959年に設立されて以来、2021年までに約170の国・地域から約460,000人の技術者や経営管理者を研修生として日本に受け入れてきた。

## 概要
開発途上国を主とした諸国の人材に対する研修や、専門家派遣等の技術協力を推進する人材育成機関である。2012年には研修業務を専門とする財団法人海外技術者研修協会 (AOTS) と専門家派遣を専門とする財団法人海外貿易開発協会 (JODC) で合併した。2017年7月に英文団体名を「The Overseas Human Resources and Industry Development Association (HIDA)」から現在の名称に変更。
日本国内に北千住事務所（東京都）のほか、関西（大阪府）に研修センターを有する。国外にはニューデリー、ジャカルタ、バンコクに事務所を有する。
2022年度の予算額は約78億円。
これまでに受け入れた研修生の中にFernando Zavala現ペルー首相やSupong Chayutsahakij泰日工業大学理事長など、各国現地の政財界での主要な地位を得ている者がある。

## 施設・所在地
- 北千住事務所／東京研修センター（東京都足立区千住東1-30-1）
- 関西研修センター（大阪府大阪市住吉区浅香1-7-5）
- これ以外にインド、インドネシア、タイに海外拠点を持つ。